# Natale Sapone
Natale Domenico Antonio Sapone (* 17. Dezember 1920 in Reggio Calabria, Italien; † 6. Januar 2002 in Frauenfeld, Schweiz) war ein italienisch-schweizerischer Maler, Zeichner, Grafiker, Bildhauer und Designer der konkreten Kunst.

## Leben
Natale Sapone wurde im Jahr 1920 im Süden Italiens, in Reggio Calabria, geboren und besuchte dort von 1931 bis 1939 das Istituto d’Arte „Mattia Preti“. Mit dem Umzug nach Mailand hatte er die Möglichkeit an der Accademia di belle Arti de Brera bei Professor Giuseppe Palanti zu studieren, an der er im traditionellen Stil des 19. Jahrhunderts unterrichtet wurde. Sapones Künstlerkarriere wurde von 1940 bis 1945 durch den Militärdienst unterbrochen.
Von 1945 bis 1946 arbeitete er in der Heimat als Zeichenlehrer an der Staatlichen Mittelschule, um dann sein Studium in Mailand bei Professor Atanasio Soldati in den Fächern Design und Dekoration abzuschließen. Er arbeitete dann bei den Architekten Peressuti, Rogers und Belgioioso in Mailand. Vom Porträt über impressionistisch Figuratives fand Sapone erst nach dem Krieg den Weg zur konstruktiven Kunst und erlebte diese zunächst als Schock.
Auf der Suche nach Arbeit kam der junge Künstler 1947 in die Innerschweiz und arbeitete als Designer und Dekorateur in einem Kunstkeramik-Atelier in Einsiedeln. Nach einem Aufenthalt in Paris an der Académie André Lhote kam Sapone in die Schweiz zurück und ließ sich 1951 in Frauenfeld nieder. Durch die Unterstützung von Sammlern und Galeristen konnte sich Sapone vor allem in der Deutschschweiz ein großes Netzwerk aufbauen.
Sapone entfernte sich nach und nach von figurativen Bildinhalten und setzte sich vermehrt mit den prinzipiellen Gesetzen formaler Gestaltung auseinander. Die geometrisierenden Bildordnungen, welche in den figurativen Werken jener Epoche spürbar sind, verweisen auf die Entwicklung zur konkreten Formulierung hin, welche in den 60er Jahren Sapones figurative Phase beendete. Nebst seiner Tätigkeit als Maler und Bildhauer designte Natale Sapone Schmuck für das renommierte Unternehmen Bucherer. Ebenso gestaltete er in den frühen 1970er Jahren als Designer für die Rosenthal Porzellanmanufaktur Objekte in Keramik, Porzellan und Glas.
Sapone bekam 1986 die Schweizer Staatsbürgerschaft.

## Werk
In den 1960er Jahren veränderte sich Sapones Malerei deutlich. Die impressionistische Manier machte einer immer klareren Farb- und Formsprache Platz, die er aus dem geometrischen Fundus schöpfte. Er fand mit konstruktiven Ansätzen zu einer eigenen Bildsprache, der er vorerst den Kreis zugrunde legte, um dann im Pentagramm die ideale Figur zu finden, die er immer wieder variierte und dabei zu erstaunlichen Bildlösungen kam. Durch die Kombination von der Form des Kreises sowie des Rechtecks und der Formel des Goldenen Schnitts lassen sich Sapones Werke in die künstlerische Tradition des 20. Jahrhunderts einordnen, nebst Josef Albers, Max Bill, Richard Paul Lohse, Verena Loewensberg und Carlo Vivarelli. Mit dem Leitmotiv des Achtzentrischen Kreises, über die Bewegung und bis hin zur Pentagon-Konstellation hat sich Sapone jedoch von den Konkreten distanzieren können und sich eine eigene Bildformel erschaffen.
Natale Sapone zählt zu den bekanntesten Vertretern der Stilrichtungen Konkrete Kunst der dritten Generation und der Op-Art in der Schweiz. In seinem Schaffen blendet er das erzählerische Moment aus und ersetzt es durch formale Strukturen, die den Betrachter rein über die optische Wirkung ansprechen sollen. Sapone entwickelt ein System aus geometrischen Formen und leuchtenden Farbklängen, die ihm als Ausgangsprototypen für seine bildnerischen Experimente dienen, bis das endgültige Grundmuster für ein Modell gefunden ist. Natale Sapone Werke befinden sich im öffentlichen Raum in Frauenfeld und im Kunstmuseum Ingolstadt, im Kunstmuseum des Kantons Thurgau, Kartause Ittingen in Warth und in der Sammlung des Kunstvereins Frauenfeld.

### Achtzentrische Kreise
Sapones erste Werke im konstruktiven Bereich sind die Achtzentrischen Kreise. Es handelt sich um eine Konstruktion aus verschiedenen Kreisbögen und Linien. Der in einem Quadrat eingeschriebene Kreis wird mit Hilfe von acht verschiedenen Mittelpunkten konstruiert. Daraus entwickelten sich in den 70er Jahren weitere Kreisvariationen und dreidimensionale Objekte, die Sapone Bewegungen nannte. Mit diesen völlig eigenständigen Werken erschuf sich Sapone einen besonderen Platz im Bereich der konstruktiven Kunst. Die neuen Arbeiten wurden erstmals 1966 in der Galerie Wirth Berlin gezeigt und ein kleiner Teil davon in die Sammlung Wirth aufgenommen. Sie wurden mit der Sammlung 1999 in der Waszkowiak Galerie ausgestellt. Belege: Berliner Morgenpost vom 10. Februar 1999, Waszkowiak Galerie 15. Januar 1999, Berliner Kunstkalender 81 vom Dezember 1998 – Januar 1999.
Durch Aufträge für Schmuckentwürfe bei Bucherer sowie für Porzellan bei Rosenthal erweiterte Natale Sapone seine Idee der achtzentrischen Kreise auf den kunsthandwerklichen Bereich aus.

### Bewegungen erzeugen
Das eigentliche Kennzeichen Sapones Kunst ist der Kreis, der gegenüber dem Quadrat und dem Rechteck von manchen Konkreten vernachlässigt wurde. Mit den Variationen von Quadrat, Kreis und Kreissegment arbeitete er seit den 70er Jahren. Es entstanden räumlich erlebbar dynamische Rotationen, die er später als Reihung und Überschneidung von Kreisen auf der Grundlage vom Rechteck eingeschriebenen Fünfecken weiterführte. Die Kombination des Pentagons mit der Kreisform und dem Rechteck führte in den 80er Jahren bis zum pentagonalen Rastersystem, ein harmonisierendes Ordnungssystem, welches die Variabilität der Formulierungsmöglichkeiten zur Geltung bringt.

### Pentagon-Konstellationen
Sapone bezeichnete das Pentagon als die perfekte geometrische Figur. Mit diesem einfachen Grundmuster als Konstruktionsprinzip hat er unendlich viele Varianten zu einem Thema finden können. Die Auseinandersetzung mit dem Fünfeck, aus dem heraus der Goldene Schnitt resultiert, der in der Natur, aber auch in der Architektur immer wieder maßgebend wirkt, brachte er in verschiedenen Materialien zum Ausdruck. Anfänglich arbeitet Sapone vorwiegend in der Technik der Ölmalerei auf Leinwand und weitet dann das Spektrum auf die perfektionistische Technik von Email oder Acryllack auf Aluminium oder Holz aus. Das im Kreis eingeschriebene Pentagramm wird so zum Bauplan für alle Werke seit den 80er Jahren.

### Intuitive Farbgebung
Das rationale Ordnungssystem in Verbindung mit dem subjektiven Eingriff steht nicht nur als immanentes Prinzip des formalen Konzeptes im Schaffen von Sapone, sondern lässt sich konsequenterweise auch auf Farbwahl und Farbordnung übertragen. Mit bewusst gesetzten Farbklängen, strengen Schwarz-Weiß-Kontrasten und heiteren Komplementärfarben setzt der Künstler ein harmonisches Farbklima, welches Ordnung und Empfindung verbindet.

## Zitat
«Das Leben ist so reich, so schön ‹si bellissima›, dass dieser Gedanke doch irgendwo festgehalten werden muss. Meine Möglichkeit, die ‹bellezza› des Lebens darzustellen und zu vermitteln, liegt in der bildenden Kunst. Darin sehe ich meine Aufgabe.»

## Auszeichnungen
- 1972 Cavalier della Stella della Solidarietà nazionale durch den Präsidenten der Italienischen Republik für langjährige schöpferische Tätigkeit in der Schweiz als italienischer Kultur- und Kunstschaffender
- 1975 1. Preis Ville de Genève, Musée de l’horlogerie, Wettbewerb in Email-Arbeiten, Genf
- 1980 1. Preis beim Wettbewerb „Kunst am Bau“ für eine Skulptur der Universität Zürich-Irchel, Zürich
- 1986 Anerkennungspreis der Stadt Frauenfeld für künstlerische Tätigkeit, Frauenfeld
- 1986 Thurgauer Kulturpreis, Frauenfeld

## Ausstellungen (Auswahl)
Natale Sapone war ab Mitte der 40er Jahre in Italien, Deutschland und in der Schweiz mit zahlreichen Einzel- und Gruppenausstellungen präsent.
- Natale Sapone, Antonio Scaccabarozzi und Francesco Pignatelli, Galerie La Ligne, Zürich, 31. August 2013 – 12. Oktober 2013
- Natale Sapone (1921–2002). Vom Frühwerk zur Reife, Kunstverein Frauenfeld, Frauenfeld, 21. Juni 2009 – 26. Juli 2009
- Natale Sapone. Retrospektive. Bilder, Plastikern, Serigraphien, Schmuck, Kunstverein Frauenfeld, Frauenfeld, 29. September 1996 – 27. Oktober 1996
- Natale Sapone, 16. Skulpturen-Ausstellung, Wiese beim Stadthaus Uster, Uster 1. Mai 1992 – 30. September 1992
- University Art Museum, Austin TX (USA), 1975
- Spiel und Ernst, Kunsthaus Glarus, Glarus, 1970

## Film
- Marco Caduff, Beat Morell: Natale Sapone – Ein Konkreter aus Leidenschaft 1920-2002 / A concrete painter by passion 1920-2002. SF DRS und 3Sat, Video, 52 min, farb., 16:9, englisch/deutsch, 2003.

## Dokumentation
- Dokumentation SIK-ISEA, Zürich; Dossier Natale Sapone.
- Nachlass-Archiv: Verein werk natale sapone.